# Xinca
Xinca – rdzenni mieszkańcy z Mezoameryki, ze społecznościami w południowej części Gwatemali, w pobliżu granicy z Salwadorem. Ich języki (języki Xincan) nie są powiązane z żadną inną rodziną języków, chociaż mają wiele pożyczonych słów z języków Majów. W spisie powszechnym z 2018 r. ogółem 264 167 osób zidentyfikowało się jako Xinka, co stanowi 1,8% ludności kraju.
Terytorium Xinca tradycyjnie rozciągało się około 50 mil (80 km) wzdłuż rzeki Los Esclavos w Gwatemali, aż do granicy z Salwadorem.
Xinca po raz pierwszy spotkali hiszpańskich konkwistadorów w 1523 roku, kiedy Pedro de Alvarado wkroczył na terytorium Xinca. Xinca i inne rdzenne ludy regionu zostały stłumione przez konkwistadora Pedro de Portocarrero w 1526 roku. Xinca byli bardzo surowo traktowani przez Hiszpanów, których metody zapewnienia kapitulacji obejmowały zniewolenie. Ta praktyka dała nazwę rzece na terytorium Xinca (esclavos, znaczy „niewolnicy”).
Przed kolonizacją hiszpańską ludność Xinca stosowała stosunkowo proste technologie i organizację społeczną, szczególnie w porównaniu z sąsiednimi ludami Majów. Tradycyjne miasta Xinca miały raczej drewniane budowle niż kamienne budynki, a ludzie organizowali się jako konfederacje plemion.